# IC 1599
IC 1599 је спирална галаксија у сазвјежђу Кит која се налази на листи објеката дубоког неба у Индекс каталогу.
Деклинација објекта је - 23° 29' 40" а ректасцензија 0h 54m 32,7s. Привидна величина (магнитуда) објекта IC 1599 износи 14,8 а фотографска магнитуда 15,5. IC 1599 је још познат и под ознакама ESO 474-42, MCG -4-3-30, PGC 3210.